# Vuelta a Colombia 1982
La 32.ª edición de la Vuelta a Colombia (patrocinada como: Vuelta a Colombia Colmena) tuvo lugar entre el 19 y el 31 de julio de 1982. El boyacense Cristóbal Pérez Leal del equipo Lotería de Boyacá se coronó campeón con un tiempo de 40 h, 34 min y 27 s. 

## Equipos participantes[3][4]
| Equipo                                    | Categoría  |
| ----------------------------------------- | ---------- |
| Aguardiente Superior                      | Aficionado |
| Champaña Madame Collette-Hotel Barlovento | Aficionado |
| Cicloases Colorado-Cundinamarca           | Aficionado |
| Equipo Nacional A (Mixto)                 | Aficionado |
| Freskola                                  | Aficionado |
| Lechesana                                 | Aficionado |
| Lotería de Bogotá                         | Aficionado |
| Lotería de Boyacá                         | Aficionado |
| Perfumería Yanneth                        | Aficionado |
| Pilsen                                    | Aficionado |
| Surmotos Ipiales                          | Aficionado |

## Etapas
| Etapa      | Fecha       | Recorrido                                   | Distancia (km)       | Ganador                 | Líder                  |                      |
| ---------- | ----------- | ------------------------------------------- | -------------------- | ----------------------- | ---------------------- | -------------------- |
| 1.ª etapa  | 19 de julio | Tunja - Bogotá                              | 141                  | Edgar Corredor Álvarez  | Pacho Rodríguez        |                      |
| 2.ª etapa  | 20 de julio | Bogotá - El Espinal                         | 154                  | Oliverio Cárdenas       | Pacho Rodríguez        |                      |
| 3.ª etapa  | 21 de julio | Ibagué - Armenia                            | 88                   | Epifanio Arcila         | Edgar Corredor Álvarez |                      |
| 4.ª etapa  | 22 de julio | Caicedonia - Cali                           | 170                  | José Darío Hernández    | Pacho Rodríguez        |                      |
| 5.ª etapa  | 23 de julio | Cali - Palmira                              | 18 (CRI)             | Rogelio Arango Escobar  | Pacho Rodríguez        |                      |
| 6.ª etapa  | 23 de julio | Guacarí - Cartago                           | 142                  | Martín Alonso Ramírez   | Rogelio Arango         |                      |
| 7.ª etapa  | 24 de julio | Pereira - Riosucio                          | 114                  | Rafael Acevedo Porras   | Cristóbal Pérez Leal   |                      |
| 8.ª etapa  | 25 de julio | Supía - Medellín                            | 140                  | Israel Corredor Fonseca | Cristóbal Pérez Leal   |                      |
|            | 26 de julio | Descanso en Medellín                        | Descanso en Medellín | Descanso en Medellín    | Descanso en Medellín   | Descanso en Medellín |
| 9.ª etapa  | 27 de julio | Caldas - Anserma                            | 166                  | Israel Corredor Fonseca | Cristóbal Pérez Leal   |                      |
| 10.ª etapa | 28 de julio | Pereira - La Virginia - Pereira - Manizales | 112                  | Pablo Emilio Wilches    | Cristóbal Pérez Leal   |                      |
| 11.ª etapa | 29 de julio | Manizales - Fresno - Honda                  | 144                  | Fabio Enrique Parra     | Cristóbal Pérez Leal   |                      |
| 12.ª etapa | 30 de julio | Honda - Bogotá                              | 150                  | Edgar Corredor Álvarez  | Cristóbal Pérez Leal   |                      |
| 13.ª etapa | 31 de julio | Circuito en Bogotá                          | 120                  | Carlos Julio Siachoque  | Cristóbal Pérez Leal   |                      |

## Clasificaciones finales
Para la presente edición de la Vuelta los colores de las camisetas de líder son: rosa para la general, beige para regularidad, verde para la montaña, azul para metas volantes y amarillo para novatos.

### Clasificación general
Los diez primeros en la clasificación general final fueron:
| Clasificación general |                         |                                           |                  |
| Ciclista              | Ciclista                | Equipo                                    | Tiempo           |
| --------------------- | ----------------------- | ----------------------------------------- | ---------------- |
| 1.º                   | Cristóbal Pérez Leal    | Lotería de Boyacá                         | 40 h 34 min 27 s |
| 2.º                   | Rafael Acevedo Porras   | Lotería de Boyacá                         | + 2 min 01 s     |
| 3.º                   | Israel Corredor Fonseca | Champaña Madame Collette-Hotel Barlovento | + 2 min 02 s     |
| 4.º                   | Epifanio Arcila         | Pilsen                                    | + 3 min 22 s     |
| 5.º                   | José Patrocinio Jiménez | Lechesana                                 | + 3 min 33 s     |
| 6.º                   | Julio Alberto Rubiano   | Champaña Madame Collette-Hotel Barlovento | + 3 min 45 s     |
| 7.º                   | José Alfonso López      | Lotería de Boyacá                         | + 7 min 15 s     |
| 8.º                   | Edgar Corredor Álvarez  | Lotería de Boyacá                         | + 7 min 56 s     |
| 9.º                   | Fabio Enrique Parra     | Perfumería Yanneth                        | + 11 min 07 s    |
| 10.º                  | Rafael Antonio Niño     | Lotería de Boyacá                         | + 12 min 48 s    |

### Clasificación de la montaña
| Clasificación de la montaña |                         |                                           |        |
| Ciclista                    | Ciclista                | Equipo                                    | Puntos |
| --------------------------- | ----------------------- | ----------------------------------------- | ------ |
| 1.º                         | Israel Corredor Fonseca | Champaña Madame Collette-Hotel Barlovento | 34     |
| 2.º                         | Pablo Emilio Wilches    | Aguardiente Superior                      | 28     |
| 3.º                         | Rafael Acevedo Porras   | Lotería de Boyacá                         | 25     |

### Clasificación de las metas volantes
| Clasificación de las metas volantes |                         |                                           |        |
| Ciclista                            | Ciclista                | Equipo                                    | Puntos |
| ----------------------------------- | ----------------------- | ----------------------------------------- | ------ |
| 1.º                                 | Oliverio Cárdenas       | Sanandresito                              | 65     |
| 2.º                                 | Pedro José Soler        | Lechesana                                 | 33     |
| 3.º                                 | Israel Corredor Fonseca | Champaña Madame Collette-Hotel Barlovento | 32     |

### Clasificación de la regularidad
| Clasificación de la regularidad |                         |                                           |        |
| Ciclista                        | Ciclista                | Equipo                                    | Puntos |
| ------------------------------- | ----------------------- | ----------------------------------------- | ------ |
| 1.º                             | Rafael Acevedo Porras   | Lotería de Boyacá                         | 61     |
| 2.º                             | Edgar Corredor Álvarez  | Lotería de Boyacá                         | 49     |
| 3.º                             | Israel Corredor Fonseca | Champaña Madame Collette-Hotel Barlovento | 48     |

### Clasificación de los novatos
| Clasificación de los novatos |                          |                                           |                 |
| Ciclista                     | Ciclista                 | Equipo                                    | Tiempo          |
| ---------------------------- | ------------------------ | ----------------------------------------- | --------------- |
| 1.º                          | Reynel Montoya Jaramillo | Freskola                                  | 41 h 9 min 14 s |
| 2.º                          | Edgar Antonio Sánchez    | Champaña Madame Collette-Hotel Barlovento | ND              |
| 3.º                          | Marco Antonio León       | Lechesana                                 | ND              |

### Clasificación por equipos
| Clasificación por equipos |                                           |                   |
| Equipo                    | Equipo                                    | Tiempo            |
| ------------------------- | ----------------------------------------- | ----------------- |
| 1.º                       | Lotería de Boyacá                         | 121 h 40 min 41 s |
| 2.º                       | Champaña Madame Collette-Hotel Barlovento | + 4 min 41 s      |
| 3.º                       | Pilsen                                    | + 1 h 10 min 59 s |